# Grunnasjö
Grunnasjö är en sjö i Borås kommun i Västergötland och ingår i Viskans huvudavrinningsområde. Sjön är 7,4 meter djup, har en yta på 0,106 kvadratkilometer och är belägen 181 meter över havet.

## Delavrinningsområde
Grunnasjö ingår i det delavrinningsområde (639795-131983) som SMHI kallar för Utloppet av Västersjön. Medelhöjden är 175 meter över havet och ytan är 16,07 kvadratkilometer. Det finns inga avrinningsområden uppströms utan avrinningsområdet är högsta punkten. Lillån som avvattnar avrinningsområdet har biflödesordning 2, vilket innebär att vattnet flödar genom totalt 2 vattendrag innan det når havet efter 85 kilometer. Avrinningsområdet består mestadels av skog (65 procent). Avrinningsområdet har 2,42 kvadratkilometer vattenytor vilket ger det en sjöprocent på 15 procent.